# Felipe Avello
Simón Suazo Avello (nacido como Felipe Alejandro Avello Suazo; Lota, 24 de mayo de 1974), más conocido como Felipe Avello, es un periodista y comediante chileno que ha incursionado en radio, televisión, prensa escrita, teatro, cine y música.
Comenzó su carrera en 1995 en Concepción y en la actualidad realiza monólogos y shows en teatros.  Se hizo conocido principalmente por su participación en el programa de televisión SQP del canal Chilevisión, del cual fue panelista durante casi una década. Se ha desempeñado como locutor de los programas Pongámonos serios, junto al comediante Edo Caroe y Fernando Salinas y La Ducha, junto a Daniel Segovia, en radio Los 40. 
Se presentó en el Festival del Huaso de Olmué de 2018, en la Teletón de ese mismo año, y en 2019 en el LX Festival Internacional de la Canción de Viña del Mar.
En otras facetas, ha incursionado en la música junto al grupo Dina Gómez, con el que lanzó un disco. Entre 2010 y 2016 condujo el podcast Tierra 2 junto a Pedro Ruminot. Asimismo, ha actuado en los largometrajes El limpiapiscinas del director José Luis Guridi, Qué pena tu boda y Qué pena tu familia, ambas del director Nicolás López, Barrio universitario de Esteban Vidal, y Toro loco del director Patricio Valladares. También fue columnista del diario Publimetro.[cita requerida]
Aunque en sus comienzos sus temáticas eran de corte irreverente, hoy su trabajo está orientado a un público masivo y familiar. Se ha especializado en shows de comedia, monólogos de stand-up comedy y en grandes teatros a nivel nacional e internacional.[cita requerida]

## Biografía
Realizó sus estudios secundarios en el Colegio de los Sagrados Corazones de Concepción y posteriormente, estudió periodismo en la Universidad del Desarrollo, sede Concepción. Tiene estudios incompletos de Licenciatura en Comunicación Audiovisual en UNIACC.
En 1995 y hasta 1997 trabajó en el canal regional TVU de Concepción, donde participó como panelista y notero de los programas juveniles Al cuadrado, Noktámbulos, Voy y vuelvo, y Realidades cotidianas. En 1998 emigró a Santiago donde trabajó en el programa Sábado por la noche de Megavisión, y en 1999 pasó al programa juvenil Mekano del mismo canal. Entre 2000 y 2001 integró Día a día de TVN, y en 2002 ingresa como periodista y notero al programa SQP de Chilevisión, además de trabajar como locutor y productor periodístico de radio W. 
En 2003 participó en ADN y Amenaza real de Canal 13 y posteriormente, ese mismo año, ingresó al estelar de Televisión Nacional animado por Felipe Camiroaga, Ciudad gótica, donde participó como notero y panelista. En 2004 también participó como panelista en SQP de Chilevisión, hasta 2006. Fue además invitado a un par de episodios del programa Vértigo de Canal 13.

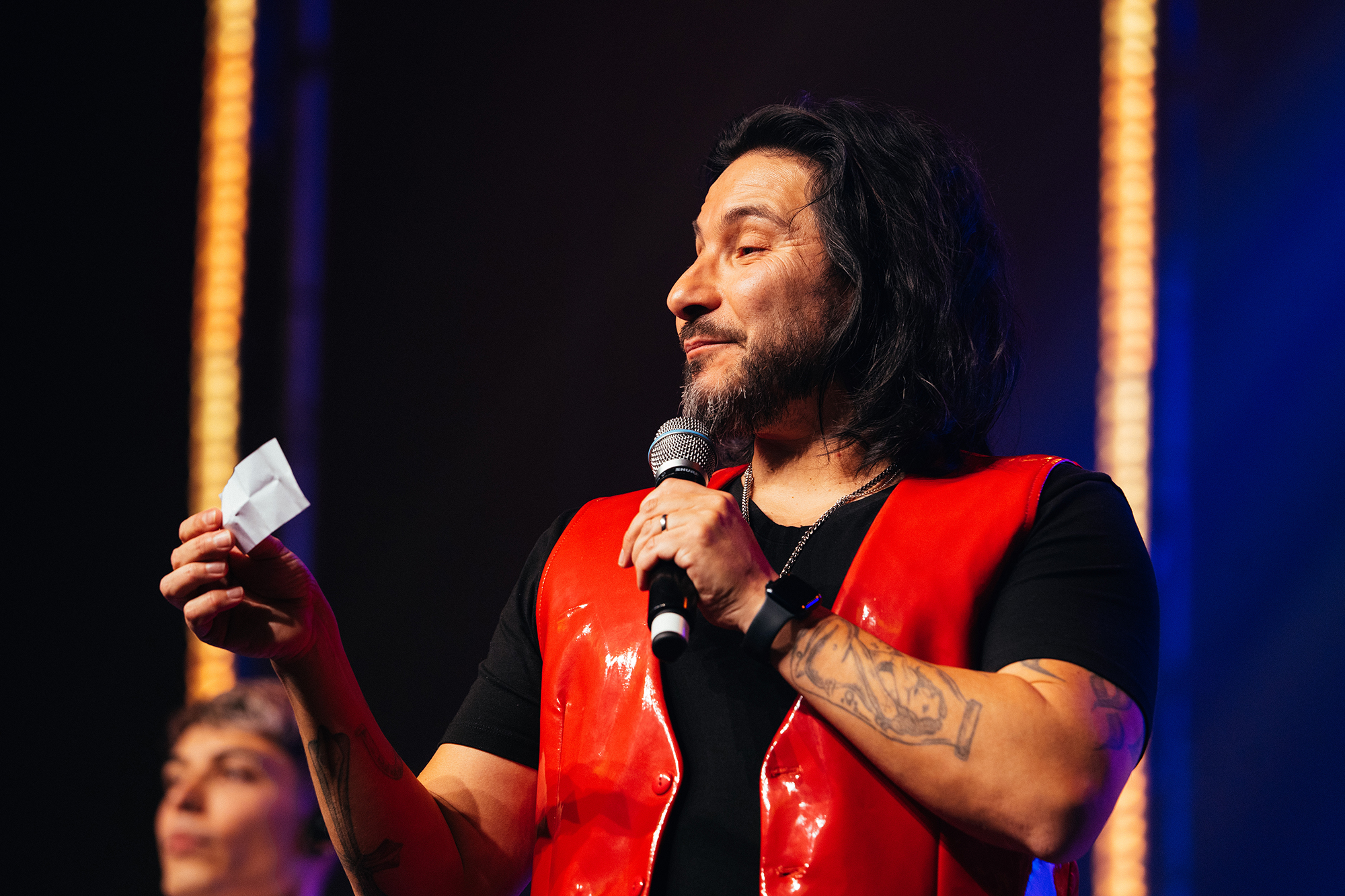
Simón Suazo (2023).

En febrero de 2007, Suazo volvió a Canal 13, siendo su primera aparición en el programa La movida del festival, durante el XLVIII Festival Internacional de la Canción de Viña del Mar. Después de haber conseguido ser investido como el Rey del Festival de Viña del Mar, Suazo realizó el tradicional chapuzón de los monarcas del certamen, en donde se quitó su traje de baño, quedando completamente desnudo. Junto con ello, dedicó un discurso a Eliana Rozas (directora ejecutiva de Canal 13), Daniel Fernández Koprich (director ejecutivo de TVN), e incluso al Papa Benedicto XVI, diciéndole "cúbrete con tu velo". Lo anterior significó que Canal 13 haya optado por "congelar" a Simón de su parrilla programática en una primera instancia, hasta que a mediados de marzo de 2007 se confirmó su despido de la entonces estación católica.
A mediados de abril de 2007, Suazo regresó a SQP, donde se mantuvo hasta 2008. Además, participó como panelista del programa El diario de Eva de Chilevisión. En 2009 participó en el programa Sin vergüenza de la misma estación, y en Canal Copano (animados por los hermanos Nicolás y Fabrizio Copano) de Vía X. A fines de 2009 nuevamente volvió a SQP y trabajó como panelista del programa Influencia humana de Telecanal, conducido por el periodista Pablo Zúñiga. Ese mismo año participó en el programa Fiebre de baile de Chilevisión.
En 2011 fue demandado por supuestas injurias junto a Francisca Merino, luego que ambos criticaran y analizaran en SQP al grupo Los Gustavos, participante del programa Talento chileno. Sin embargo, ambos panelistas fueron absueltos con posterioridad.
En 2012, junto a Juan Pablo Queraltó, estuvo a cargo del backstage del programa Fiebre de baile. Ese mismo año participó como jurado del programa El rey del show, que tiene como objetivo escoger un comediante para que se presente en el Festival Internacional de la Canción de Viña del Mar. Ese mismo año dejó por última vez SQP.
En enero de 2013 se trasladó al canal La Red, participando en los programas Intrusos y Así somos. En febrero de 2013 se unió al programa Los profesionales de La Red, junto a Víctor Gutiérrez, Vasco Moulián y Wilma González, programa que tuvo por objeto cubrir el LIV Festival Internacional de la Canción de Viña del Mar. Suazo renunció de forma voluntaria a La Red a finales de 2014, debido a la decisión de privilegiar su carrera como comediante. Desde entonces se mantuvo alejado de la televisión, teniendo algunas apariciones esporádicas como invitado en diferentes programas.
En 2014, el canal de televisión Comedy Central Latinoamérica transmitió el programa Comedy Central Presenta: Stand-up en Chile, conducido por Nicolás Larraín y donde se mostraban las rutinas de 14 comediantes chilenos, entre ellos Simón Suazo.
Entre 2015 y 2016 condujo el programa Aló Stand Up por Radio Injuv.fm, junto a Rodrigo Vásquez.
En mayo de ese mismo año participó en la inscripción del partido Revolución Democrática liderado por Giorgio Jackson, inscribiéndose como militante junto a distintos personajes públicos como el Premio Nacional de Humanidades, Tomás Moulián, el actor Alfredo Castro, los comediantes Pedro Ruminot y Fabrizio Copano entre otros.En 2020 dejó de ser parte de dicha militancia y firmó su carta de desafiliación.
En 2017 asumió la conducción del programa radial Pongámonos serios de la radio Los 40 junto al también comediante y mago Edo Caroe y Fernando "Feña" Salinas, luego de haber realizado el reemplazo de este último en mayo de 2017.
En noviembre de 2017 recibió el Premio Nacional de Humor de Chile que entrega el Instituto Experimental de Estudios Humorísticos, de la facultad de Comunicaciones de la Universidad Diego Portales.
El 25 de enero de 2018 se presentó en el XLIX Festival del Huaso de Olmué, y el 1 de diciembre participó en la Teletón de ese año.

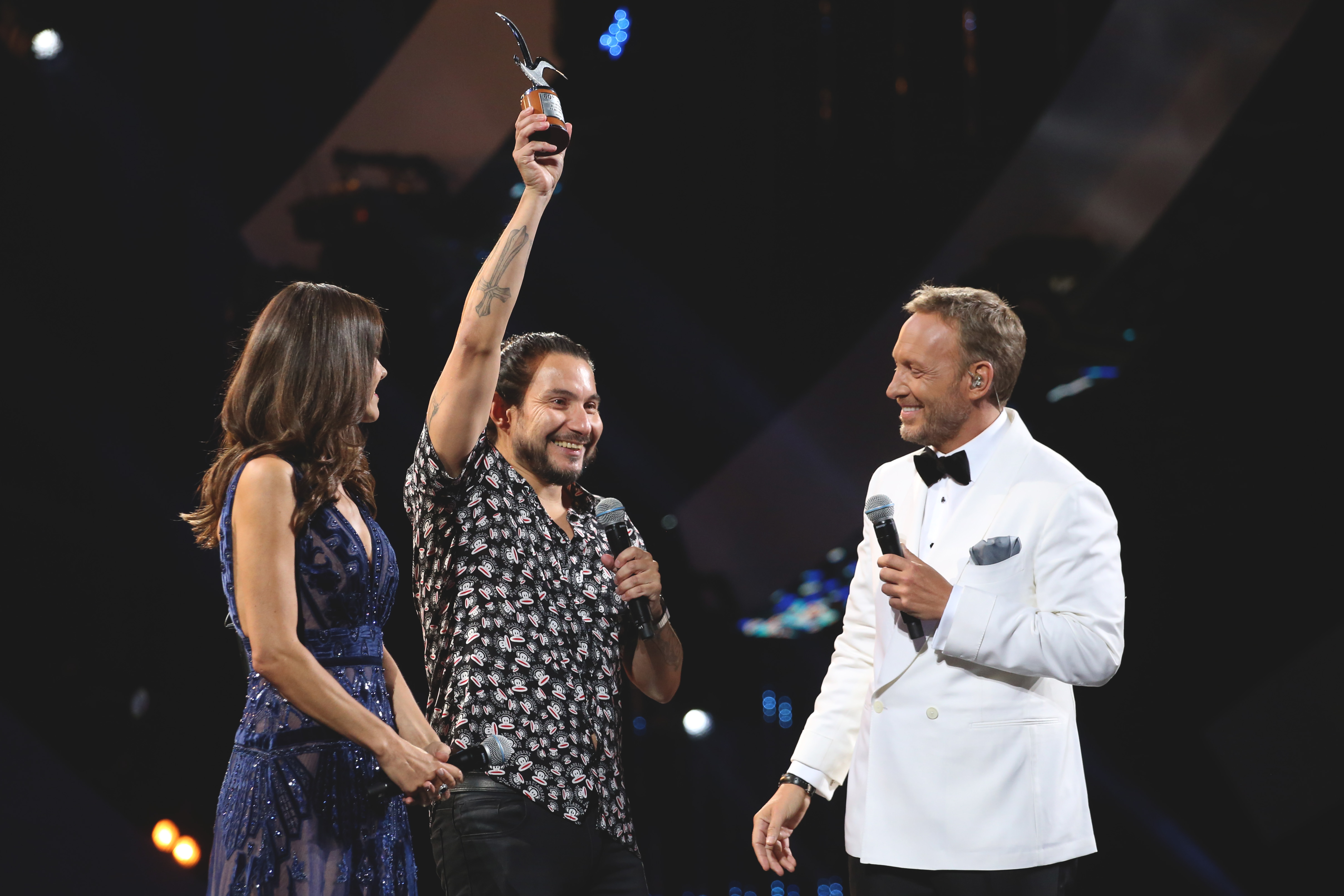
Felipe Avello junto a la gaviota de plata obtenida en el Festival de Viña del Mar 2019.

El 24 de febrero de 2019 se presentó en el LX Festival Internacional de la Canción de Viña del Mar, la misma noche en la que actuaron los cantantes Wisin & Yandel y Sebastián Yatra. En aquella ocasión obtuvo los galardones máximos del certamen, las gaviotas de plata y oro, marcando además un peak de sintonía de 45 puntos.
Tras su paso por el Festival de Viña del Mar, Suazo fue anunciado como el nuevo conductor de la segunda temporada del programa Detrás de las risas de TVN. Es un programa de entrevistas centrado en los testimonios de diferentes comediantes, y en la primera temporada el propio Suazo fue uno de los invitados. Su contratación por parte de TVN significó un regreso a la televisión de manera estable después de casi cinco años.
Durante la pandemia de COVID-19 (2020-2021) realizó un programa estilo podcast llamado La Última Luna TV, junto a los gemelos José y Gabriel Carvajal. El programa fue nominado a los Giga Awards en la categoría de mejor podcast.
En la actualidad es conocido principalmente por sus show de comedia y por su canal de YouTube, Felipe Avello Oficial. Tras el fin de la pandemia por pandemia de COVID-19 (2020-2021) regresó en vivo a los escenarios, grabó un especial de comedia para Amazon Prime Video (2022) y se ha dedicado a recorrer Chile y Latinoamérica con sus presentaciones. Además realiza continuamente Giras Vecinales por comunas y poblaciones de Chile que lo han llevado a presentar su show de forma gratuita en lugares tan diversos como Puente Alto, Pudahuel, La Pintana, La Cisterna, Curicó y Lota.

## Vida personal
Estuvo casado entre 2011 y el 2015 con la diseñadora de vestuario Ximena Wiesenfeld, con quien pertenece a una organización animalista, y la cual catalizó su transición al vegetarianismo. En 2017 declaró ser "semi-vegano". Luego, se divorció y en mayo de 2021 se casó con Daniela León.
En junio de 2022, Felipe Avello invirtió sus apellidos y cambió su nombre a Simón, llamándose así, Simón Suazo Avello. La información fue revelada públicamente en noviembre de 2024.

## Programas de televisión
| Año                  | Programa               | Rol                     | Canal     |
| -------------------- | ---------------------- | ----------------------- | --------- |
| 1998                 | Sábado por la noche    | Periodista              | Mega      |
| 1999                 | Mekano                 | Periodista              | Mega      |
| 2000-2001            | Día a día              | Periodista              | TVN       |
| 2002-2007, 2009-2012 | SQP                    | Panelista y Notero      | CHV       |
| 2003-2004            | ADN                    | Notero                  | Canal 13  |
| 2003-2004            | Amenaza real           | Notero                  | Canal 13  |
| 2003-2004            | Ciudad Gótica          | Comediante              | TVN       |
| 2006-2007            | Vértigo                | Participante / Invitado | Canal 13  |
| 2007                 | La movida del Festival | Comediante              | Canal 13  |
| 2007-2008            | Canal Copano           | Comediante              | Vía X     |
| 2008                 | Conspiración Copano    | Comediante              | Telecanal |
| 2008-2010            | El diario de Eva       | Panelista               | CHV       |
| 2009                 | Sin vergüenza          | Conductor               | CHV       |
| 2009-2010            | Influencia humana      | Comediante              | Telecanal |
| 2012                 | Fiebre de baile        | Notas Backstage         | CHV       |
| 2012                 | El rey del show        | Jurado                  | CHV       |
| 2013-2014            | Así somos              | Panelista               | La Red    |
| 2013-2014            | Intrusos               | Panelista               | La Red    |
| 2013                 | Los profesionales      | Panelista               | La Red    |
| 2014                 | Vigilantes             | Panelista               | La Red    |
| 2019                 | Detrás de las risas    | Conductor               | TVN       |

## Filmografía

### Cine
- 2008 - Repitente, cortometraje dirigido por Sebastián Badilla.
- 2008 - La vaca atada, cortometraje dirigido por Gianfranco Raglianti.
- 2009 - Repitente 2, cortometraje dirigido por Sebastián Badilla. Suazo participó como guionista.
- 2009 - Solos, largometraje dirigido por Jorge Olguín.
- 2009 - Humanimal, largometraje dirigido por Francesc Morales.
- 2010 - El limpiapiscinas, largometraje dirigido por José Luis Guridi.
- 2010 - Toro loco, largometraje dirigido Patricio Valladares.
- 2011 - Qué pena tu boda, largometraje dirigido por Nicolás López.
- 2012 - Stefan v/s Kramer, largometraje dirigido por Sebastián Freund, Stefan Kramer y Eduardo Prieto.
- 2013 - Qué pena tu familia, largometraje dirigido por Nicolás López.
- 2013 - El Babysitter, largometraje dirigido por Gonzalo Badilla y Sebastián Badilla.
- 2013 - Tráiganme la cabeza de la mujer metralleta, largometraje dirigido por Ernesto Díaz Espinoza.
- 2013 - Barrio universitario, largometraje dirigido por Esteban Vidal.
- 2014 - Héroes, largometraje dirigido por Esteban Vidal.
- 2015 - Toro Loco: Sangriento, largometraje dirigido por Patricio Valladares.

### Streaming
- 2022 - Solo quiero descansar (Amazon Prime Video)
- 2023 - Bien vestido, Bien recibido (Amazon Prime Video)

## Teatro
- 2012: Felipe Avello presenta, dirigida por él
- 2013: La última cena, dirigida por Rodrigo Conteras
- 2014: Virus, dirigida por Gustavo Becerra
- 2014: Felipe Avello íntimo, dirigida por él
- 2018: Corazón Llenito, dirigida por él
- 2019: Miami, dirigida por él

## Radio
| Año       | Programa                  | Rol          | Medio        |
| --------- | ------------------------- | ------------ | ------------ |
| 2009      | Vendetta Radio            | Comentarista | Podcaster    |
| 2010-2012 | Tierra 2                  | Conductor    | Podcaster    |
| 2013      | Tierra 2                  | Conductor    | Súbela Radio |
| 2014-2015 | Tierra 2                  | Conductor    | Niu Radio    |
| 2015-2016 | Aló Stand Up              | Conductor    | Injuv FM     |
| 2017-2018 | Pongámonos serios         | Conductor    | Los 40       |
| 2018-2019 | La ducha                  | Conductor    | Los 40       |
| 2020-2021 | Los cuentos del Pececillo | Conductor    | Los 40       |
| 2020-2022 | Pongámonos serios         | Conductor    | Los 40       |
| 2020-2022 | La última luna            | Conductor    | Spotify      |

## Trayectoria musical

### Dina Gómez
El 2005 lanzó el disco Esto es..., con su banda de rock-pop llamada Dina Gómez. Se separaron el 2007. Sus integrantes eran:
- Simón Suazo: vocalista.
- Kid Vega: voces, guitarra.
- Bryan Cantina: secuenciador y guitarrista.
- Reinaldo Avello: sintetizador, guitarra, voces.

## Personajes
Simón Suazo ha creado un sinnúmero de personajes que han sido interpretados por personas desconocidas:
- Alcides: personaje que acompañaba a Suazo en algunas notas para el programa Día a día.
- Bryan Tulio: Fue candidato a alcalde por la comuna de María Pinto. En el 2007 se le pudo ver corriendo como superhéroe sin saludar en despachos de programas de farándula, cuyas apariciones fueron resumidas en un video que fue subido a YouTube.
- Carlos Picarte: reportero de la tercera edad en el programa Amenaza real. Se caracterizaba por hacer preguntas y comentarios indiscretos.
- Niño Araña: apareció en el segmento "Famoso por un día" de SQP. Era interpretado por un niño que, según Avello, se llamaba Tulio, el mismo que hizo de "Niño Axe" y "Niño Méndez" en la sección.
- Niño Axé: niño que bailaba axé.
- Niño Méndez: versión infantil de DJ Méndez.
- Luis Pinto: modelo que fue golpeado por guardias en el Mister World de Chile y que subió un video a YouTube contando su experiencia, posteriormente subiría más videos los que lo dejarían mal parado recibiendo insultos en ese mismo portal, incluso les dedicó dos videos a sus visitantes; en uno de ellos supuestamente cae en llanto y se puede oír la voz de Suazo.
- Dunkan Macklauss: bailarín hawaiano que acompañaba a Suazo en sus notas de verano total.
- Tía Marta Méndez: señora que actúa como defensora de su sobrino Simón Suazo. Se supone que es su tía y que vivió muchos años en el extranjero. Poco después de aparecer se comprobó que la historia era falsa y que la mujer es una actriz contratada por Suazo, cuyo nombre real era Sonia Prieto
- Machine: monstruo retardado bondadoso y bailarín. Aparecía de vez en cuando en programa Canal Copano de Vía X y en Conspiración Copano de Telecanal.
- La pequeña: Saga de representaciones visuales surrealistas de distintas celebridades femeninas del vox populi nacional e internacional. La pequeña está representada por un grotesco enano cuyo vocabulario limitado se combina con representativos textos. Son la pequeña Ingrid Betancourt, la pequeña Marisela Santibáñez, la pequeña Patricia Maldonado, la pequeña Hilary Clinton, la pequeña Prohibida y la pequeña Amy Winehouse. Este personaje junto con Machine tuvieron una breve aparición en el programa “The Soup” de la cadena norteamericana E![27]
- Payasito: Personaje que usa de forma esporádica en el programa SQP. Se pone una nariz de payaso e interactúa a base de bromas (algunas pesadas) con los demás miembros del panel. Generalmente el segmento termina con Suazo gritándole a ítalo Passalacqua y acusándolo de haberlo corrompido en algún momento de su vida (gritándole "¡Te odio abuelo!")
- Gatín: También conocido como "Droguín", el "Gatito Minino" es un personaje que usa de forma esporádica en el programa SQP. Se coloca el títere de un gato en una mano y simula ser un ventrílocuo. Es especial para los niños.
- El Huaso: Es un personaje que usa de forma esporádica. "El huaso" es extremadamente machista y homofóbico, dice que tiene que andar con cuidado en el set porque todos los que están ahí son medios "raros".
- Tío Genaro: Es un hombre de avanzada edad que posee comentarios poco acertados, es vulgar y  posee poco conocimiento tecnológico y del habla que genera burlas, generalmente nace durante una conversación en su programa radial Pongámonos Serios.

## Premios y reconocimientos
- 2007 - Rey del Festival de Viña del Mar.
- 2017 - Premio Nacional de Humor de Chile.
- 2018 - Galardón - Festival del Huaso de Olmué.
- 2018 - Corazón de la Teletón.
- 2019 - Galardón - Festival de la Patagonia[28]
- 2019 - Gaviotas de Plata y Oro Festival Internacional de la Canción de Viña del Mar.
- 2021 - Premio Caleuche al mejor comediante.[29]
- 2021 - Copihue de Oro al comediante de la década[30]
- 2022 - Corazón de la Teletón[31]
- 2023 - Galardón - Festival Juan Radrigán de Quilicura[32]

## Carrera Internacional
- 2019 - Festival Internacional de Humor - Bogotá, Colombia[33]
- 2019 - Wesley Theatre - Sydney, Australia[34]
- 2019 - The Thornbury Theatre - Melbourne, Australia
- 2022 - Gira México (Ciudad De México, Guadalajara, Tijuana, Monterrey).
- 2022 - Casa de Óscar Burgos (junto a Ana Show[35]) - Monterrey México
- 2022 - Iglesia Epicentro - Monterrey, México.
- 2022 - Pepsi Center WTC - Ciudad De México[36]
- 2022 - Sabores Chilenos - Miami.
- 2023 - Casa Chile - Montevideo, Uruguay.
- 2023 - Teatro La Plaza, Sala Pablo Neruda - Buenos Aires, Argentina.
- 2023 - Teatro Trail - Miami.